# Фелан (Калифорнија)
Фелан (енгл. Phelan) насељено је место без административног статуса у америчкој савезној држави Калифорнија.

## Демографија
По попису из 2010. године број становника је 14.304.
| Група             | 2000.    | 2010.         |
| Белци             | 0 (0,0%) | 9.060 (63,3%) |
| Афроамериканци    | 0 (0,0%) | 276 (1,9%)    |
| Азијати           | 0 (0,0%) | 446 (3,1%)    |
| Хиспаноамериканци | 0 (0,0%) | 4.128 (28,9%) |
| Укупно            | 0        | 14.304        |